# Parectopa plantaginisella
Parectopa plantaginisella är en fjärilsart som först beskrevs av Victor Toucey Chambers 1872.  Parectopa plantaginisella ingår i släktet Parectopa och familjen styltmalar. Inga underarter finns listade i Catalogue of Life.